# 麥瓦里穆斯林
麥瓦里穆斯林，是印度拉賈斯坦邦和巴基斯坦的穆斯林民族，他們的語言麥瓦里語是拉賈斯坦語的方言。
他們在經營工業和中小型企業方面非常突出，在1947年印巴分治後多數人移民巴基斯坦，聚居在信德省和卡拉奇，他們有力地促進了巴基斯坦的普遍福利和經濟。
根據印度2011年人口普查，他們在拉賈斯坦邦有4,788,227人，佔該邦人口8.47%，而在巴基斯坦估計有300000人。